# Singularity (Software)
Singularity war eine plattformübergreifende und quelloffene Software für die Virtualisierung auf Betriebssystemebene (Containervirtualisierung). Das Projekt wurde in die Linux Foundation übertragen und in Apptainer umbenannt.
Mit Singularity werden Container und ihre Reproduzierbarkeit insbesondere für den Bereich des Hochleistungsrechnens verfügbar gemacht. Hierbei ermöglicht Containervirtualisierung das einfache Kopieren und Verschieben einer Laufzeitumgebung samt ausführbaren Quellcodes in ein anderes System und stellt sicher, dass sich der Code in dieser Umgebung identisch zum Ursprungssystem verhält.
Singularity erschien erstmals im Jahr 2015, der Quellcode ist auf GitHub veröffentlicht.
Ein Fork mit der Bezeichnung SingularityCE wird von Sylabs.io gepflegt.
Führende Institute der Wissenschaft setzen Singularity, bzw. Apptainer ein, darunter Harvard University, Stanford University und das Fraunhofer-Institut für Techno- und Wirtschaftsmathematik.